# Codium tomentosum
Espèce
Synonymes
- Spongia dichotoma Hudson, 1762[1]
- Fucus tomentosus Hudson,1778 [1]
- Codium dichotomum var. ß marginiferum S.F.Gray, 1821[1]
- Fucus tomentosus var. marginifer Turner, 1811[1]

Codium tomentosum est une espèce d’algues vertes de la famille des Codiaceae. Elle a été décrite par Stackhouse en 1797. Elle est aussi appelée codium tomenteux.[réf. souhaitée]

## Description
C’est une algue verte possédant un thalle d’environ 30 cm de long, de couleur vert foncé. Ce thalle est épais (8 mm à 1 cm de diamètre), il forme des sortes de cordons, de cylindres tubulaires se ramifiant et se terminant par des pointes arrondies. Elle présente une consistance ressemblant à de l’éponge. En été le Thalle se recouvre de poils blancs faisant penser à du velours ou de la fourrure. Son crampon est formé de nombreux filaments solidement incrustés, ancrés sur le substrat.

## Écologie et répartition
C’est une espèce qui se développe au niveau de l’étage infralittoral, se fixant sur les rochers et pouvant aller jusqu’à une profondeur de 20 m environ. C’est une espèce très commune de par le monde et on la retrouve un peu partout.

## Liste des variétés
Selon BioLib (11 août 2017) :
- variété Codium tomentosum var. mucronatum (G. Hamel) Ardré

Selon World Register of Marine Species (11 août 2017) :
- variété Codium tomentosum var. capense J.E. Areschoug
- variété Codium tomentosum var. genuinum Lázaro & Ibiza
- variété Codium tomentosum var. implicatum C.Agardh
- variété Codium tomentosum var. mucronatum (G.Hamel) Ardré, 1961
- variété Codium tomentosum var. proliferum Kützing
- forme Codium tomentosum f. candelabrum Schiller
- forme Codium tomentosum f. furcatum O.C.Schmidt